# Johannes Voß
Johannes Voß (* in Soest; † 3. Dezember 1451) war ein deutscher Rechtswissenschaftler, Hochschullehrer und Ratssekretär in der Hansestadt Lübeck.

## Leben
Johannes Voß erscheint erstmals 1395 als Student der Universität Erfurt, wo er 1397 zum Bakkalaureus artium und 1400 zum Magister artium promoviert wurde. Vor 1408 wird er noch zum Bakkalaureus beider Rechte promoviert und war 1408/1409 Rektor der Universität Erfurt.
1411 wurde er Ratssekretär in der Hansestadt Lübeck, gemeinsam mit Dietrich Zukow. Mit diesem zusammen vertrat er als erster Ratssekretär (Protonotar) 1414 bis 1418 als Gesandter die Stadt Lübeck beim Konzil von Konstanz.
Im Wintersemester 1419/1420 schrieb er sich als Graduierter an der neugegründeten Universität Rostock ein und promovierte 1423 zum Dr. jur. beider Rechte. Im Sommer 1421 wurde er erstmals Rektor der Universität Rostock und hatte dieses Amt bis zu seinem Fortgang aus Rostock viermal inne. Er verließ Rostock wohl im Sommersemester 1430 und war im Wintersemester 1430/1431 zum zweiten Male Rektor der Universität Erfurt. Im Repertorium Academicum Germanicum lässt er sich bis 1451 nachweisen.